# 廖健富
廖健富（1998年9月28日—）為出身於台灣嘉義市的職業棒球選手，目前效力於中華職棒樂天桃猿，守備位置為捕手、一壘手。外號「尿布」。

## 生平
升高中時於金龍盃全國青棒菁英賽中繳出0.895的打擊率拿下打擊獎，因優異打擊實力，高一起就常駐先發名單。也曾參與2016年亞洲青棒錦標賽，並選為賽會最佳十人（捕手），打擊能力備受肯定，有球探認為打擊型態類似其偶像林益全。
2017年高中畢業前決定參與該年度的中華職棒季中選秀會，被認為是選秀狀元熱門之一，高中教練李來發還以「簽到賺到」大力推薦自己的子弟兵，後於選秀會中被Lamigo桃猿以第一輪第一指名選進，為中華職棒史上首位高中生狀元（除2013年專屬高中生參加的選秀會外）。8月下旬達成共識，以555萬簽約金，月薪6萬，加上100萬激勵獎金為條件加盟。

## 經歷
- 嘉義市西區博愛國民小學少棒隊
- 嘉義市民生國中青少棒隊
- 高雄市私立高苑高級工商職業學校青棒隊
- 中華職棒Lamigo桃猿（2017年8月29日－2019年12月16日）
- 中華職棒樂天桃猿（2019年12月17日－）

## 職棒生涯成績

### 中華職棒
| 年度 | 球隊       | 出賽 | 打數 | 安打 | 全壘打 | 打點 | 盜壘 | 三振 | 四死 | 壘打數 | 雙殺打 | 打擊率 | 上壘率 | 長打率 | OPS   |
| ---- | ---------- | ---- | ---- | ---- | ------ | ---- | ---- | ---- | ---- | ------ | ------ | ------ | ------ | ------ | ----- |
| 2017 | Lamigo桃猿 | 6    | 11   | 5    | 0      | 0    | 0    | 2    | 0    | 5      | 0      | 0.455  | 0.455  | 0.455  | 0.833 |
| 2018 | Lamigo桃猿 | 88   | 292  | 113  | 10     | 69   | 0    | 40   | 44   | 168    | 5      | 0.387  | 0.462  | 0.575  | 1.037 |
| 2019 | Lamigo桃猿 | 95   | 282  | 82   | 6      | 49   | 1    | 34   | 47   | 112    | 8      | 0.291  | 0.381  | 0.397  | 0.778 |
| 2020 | 樂天桃猿   | 98   | 306  | 103  | 10     | 50   | 1    | 32   | 38   | 166    | 0      | 0.337  | 0.406  | 0.542  | 1.038 |
| 2021 | 樂天桃猿   | 76   | 237  | 76   | 8      | 47   | 1    | 34   | 36   | 116    | 2      | 0.321  | 0.400  | 0.489  | 0.889 |
| 2022 | 樂天桃猿   | 46   | 130  | 39   | 2      | 22   | 0    | 32   | 20   | 50     | 4      | 0.300  | 0.386  | 0.385  | 0.771 |
| 2023 | 樂天桃猿   | 111  | 387  | 121  | 22     | 83   | 0    | 62   | 51   | 202    | 11     | 0.313  | 0.388  | 0.522  | 0.910 |
| 2024 | 樂天桃猿   | 77   | 260  | 77   | 5      | 35   | 0    | 38   | 27   | 110    | 5      | 0.296  | 0.361  | 0.423  | 0.784 |
| 合計 | 8年        | 597  | 1905 | 616  | 63     | 355  | 3    | 264  | 263  | 929    | 44     | 0.323  | 0.400  | 0.488  | 0.888 |

## 特殊事蹟
- 2017年9月27日於桃園國際棒球場面對中信兄弟隊後援投手彭識穎，擊出生涯首支安打。
- 2018年4月3日於桃園國際棒球場面對統一7-ELEVEn獅隊後援投手江承峰，擊出生涯首支全壘打。九局下面對廖文揚再擊出全壘打，達成生涯首次單場雙響砲，也是中華職棒史上最年輕單場雙響砲。
- 2018年4月6日於桃園國際棒球場在面對富邦悍將隊的林哲瑄這個打席時，因漏接球而導致不死三振，促成林哲瑄上到二壘，為中職首例，搭配投手為道恩斯(Darin Downs)。
- 2018年4月20日於桃園國際棒球場，11局下面對統一7-ELEVEn獅隊後援投手林威志，擊出生涯首支再見安打，也使吳丞哲取得生涯首勝。
- 2018年5月27日於臺南市立棒球場，七局上面對統一7-ELEVEn獅隊後援投手陽建福，擊出生涯首支滿貫全壘打。
- 2019年10月12日於桃園國際棒球場九局下面對中信兄弟後援投手李振昌擊出生涯首支總冠軍賽再見安打。
- 2023年4月1日於台中洲際棒球場七局下面對中信兄弟先發投手德保拉擊出代打三分砲，為生涯開幕戰第一支開幕戰代打全壘打，聯盟通算第四支，樂天桃猿隊史（含前身）第二支。

- 2023年5月3日於樂天桃園棒球場九局下面對富邦悍將富藍戈擊出生涯首支再見全壘打。

## 外部連結
- 廖健富在中華職棒官網
- 廖健富在Baseball-Reference.com（小聯盟以及海外聯盟）（英语）
- 廖健富的Facebook專頁
- 廖健富在台灣棒球維基館上的頁面（繁體中文）

| 前任： 蘇智傑 | 中華職棒新人選秀狀元 2017年 | 繼任： 戴培峰 |